# Samping
Samping is een bestuurslaag in het regentschap Purworejo van de provincie Midden-Java, Indonesië. Samping telt 2585 inwoners (volkstelling 2010).